# Кам'янська Січ

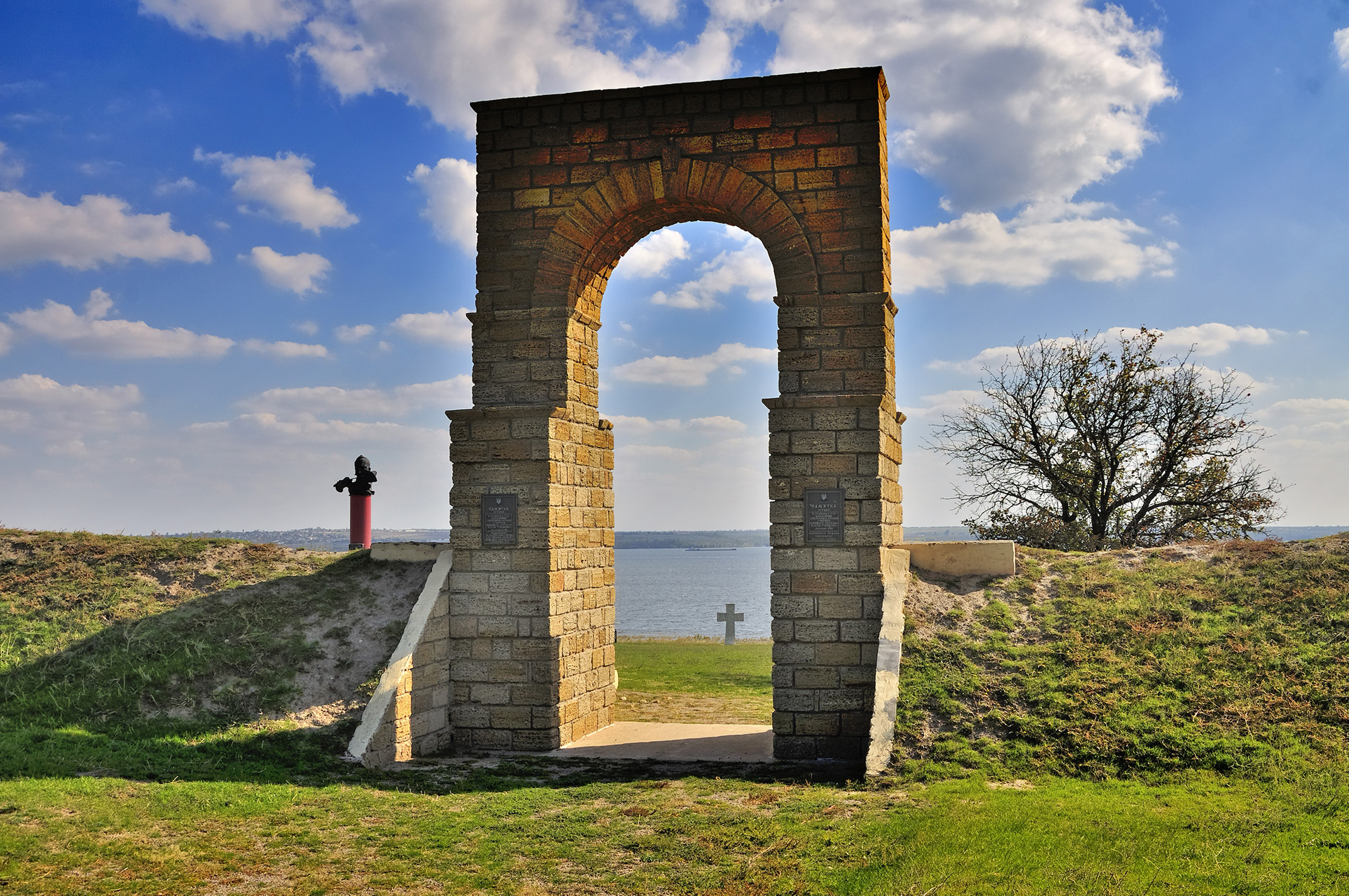
Кам'янська Січ, Херсонська обл.

47°00′16″ пн. ш. 33°39′05″ сх. д. / 47.00444° пн. ш. 33.65139° сх. д.
Ка́м'янська Січ – адміністративний і військовий центр Війська Запорозького Низового за часів його перебування під протекцією Кримського ханства у першій третині 18 ст. Назва Січі, яка побутує в історичній та краєзнавчій літературі, пояснюється тим, що вона розташовувалася у гирлі правого притоку Дніпра – річки Кам'янки. 

## Розташування Січі
Кам'янська Січ знаходилася при впадінні у Дніпро з правого боку малої степової річки Кам'янки. Січ займала зручний для оборони мис, утворений лівим, північним берегом р. Кам'янка та рукавом Дніпра – Козацьким Річищем. Таким чином, адміністративний центр Війська Запорозького знаходився на самому кордоні з безпосередніми володіннями Кримського ханства. Поряд із Січчю діяв Каїрський (Кам'янський) перевіз через Дніпро. Як відомо, річкові переправи завжди мали велике стратегічне значення. Каїрський перевіз був зручним тільки з правого берега на лівий – за течією річкових проток, а не навпаки. Тому обози на шляху до Криму користувалися Каїрським перевозом, а на зворотньому шляху – Кизикерменським.
Після побудови у 1950-ті рр. Каховської ГЕС плавні Дніпра були затоплені водосховищем, а нижня течія р. Кам'янки перетворена на довгу звивисту затоку Республіканець. У наш час археологічні залишки Кам'янської Січі знаходяться на території села Республіканець Новокаїрської сільради Бериславського району Херсонської області. Частина території пам'ятки зайнята незаконно збудованими на її території садибами села та присадибними ділянками. Пам'ятка займає частину східного схилу мису Стрілка, утвореного правим берегом Каховського водосховища та лівим берегом затоки Республіканець. Поверхня мису поросла травою, кущами та невеликими деревами по берегах. Східна сторона мису перетворена на урвище абразією берегів, внаслідок якої в наш час вже знищено більше половини площі пам'ятки.
З видимих слідів Січі на поверхні землі залишився тільки надмогильний хрест кошового отамана Костя Гордієнка. Напис на хресті сьогодні (2015 р.) практично не читається, але його зміст відомий з ранніх публікацій: «Во имя Отца и Сына и Святаго Духа. Зде почиваетъ рабъ Божій Константинъ Гордҍевичъ атаманъ кошовый славнаго войска Запорожского и низового а куреня Плитнҍровского: преставися року 1733 мая 4 числа». З Кам'янської Січі походить також пошкоджений надмогильний хрест кошового отамана Василя Єрофеєвича, який сьогодні зберігається у Національному заповіднику «Хортиця», у м. Запоріжжя. Напис на ньому був такий: «Во имя пресвятыя и животворящия и нераздельныя Троици Аминь. Зде опочиваетъ рабъ Божий Васіли Іероθеви, атаманъ кошовий славнаго Воиска Запорожскаго Низового а курена Тытаровского. Преставился в року 1731-мъ в месяце май. дня 23».

## Планування Січі
Січ займала невеликий куток між правим берегом Козацького Річища й лівим берегом р. Кам'янки, й мала форму неправильного трикутника. Посередині Січі, з півночі на південь, була розташована площа, по обидва боки якої дослідник Д. І. Яворницький у кінці XIX нарахував 40 западин від давніх будівель. Один ряд цих «куренів», за словами Яворницького, тягнувся вздовж Козацького Річища з виходами на захід, а три ряди йшли від степу до Кам'янки з виходами на схід та захід. Між останніми трьома рядами, як і між першими, з півночі на південь простягалася площа таких самих розмірів, як і перша. Кожен із куренів мав біля 14,9 м довжини й 8,5 м ширини. Слідів від церкви помічено не було. Січ, на думку Д. І. Яворницького, була обнесена кам'яним муром, від якого в кін. XIX ст. збереглися лише окремі дикі камені. Південніше Січі, на мисі Стрілка, знаходилося господарське передмістя. Північніше Січі розташовувалося кладовище, точне місцезнаходження і межі якого сьогодні невідомі;.

## Проблема датування

Пам'ятник на честь кошового отамана Кам'янскої Січі Костя Гордієнка біля його могили

У питанні датування Кам'янської Січі у різних джерелах існують розбіжності. Згідно так званої «Записки в память потомную» (1734), після розгрому Чортомлицької Січі у 1709 р., козаки заснували нову Січ на Олешках, прожили там дев'ятнадцять років, у 1728 р. повернулися на Чортомлик, де пробули два роки, а в 1730 р. перейшли на р. Кам'янку.
Князь С. І. Мишецький, автор «Истории о козаках запорожских…», написаної у 1740-х роках, стверджував, що після знищення за наказом Петра Першого Старої Січі на Чортомлику 1709-го р. козаки заснували Січ на Кам'янці. Невдовзі й ця Січ була знищена московитами. Після цього запорожці переселилися в урочище Олешки «на кримському боці Дніпра». Згодом Січ на Кам'янці була розграбована козаками з річки Самарь, невдоволеними своїм підлеглим щодо січовиків становищем. Після цього Січ знову була перенесена на Кам'янку, де проіснувала до повернення запорожців під московську протекцію у 1734 р.;. О. І. Рігельман у праці «Летописное повествование о Малой России и ее народе» (1787) в цілому повторює свідчення С. І. Мишецького, повідомляючи, що Січ була перенесена з Олешок на Кам'янку в 1733 р.;.
А. О. Скальковський у праці «История Новой Сечи или последнего Коша Запорожского» (1841), повідомляючи про розгром Січі на Кам'янці у 1711 р. та перенос її в Олешки, взагалі не згадує «другого періоду» існування «Кам'янської» Січі. За його словами, з Олешок Січ була перенесена одразу на р. Підпільну. Д. І. Яворницький у першому виданні праці «Історія запорізьких козаків» (1892) не наважується однозначно прийняти точку зору або С. І. Мишецького, або анонімного автора вище згаданої «Записки в память потомную»;. У другому ж виданні свого твору (1900) історик однозначно приймає точку зору автора «Записки в память потомную». Згадана «Записка» − офіційний документ, складений 29 травня 1734 року (менше, ніж за два місяці після переносу Січі з Кам'янки на Підпільну) безпосередніми свідками подій за наказом кошового отамана Івана Малашевича, й затверджений військовою кошовою печаткою. Тому немає підстав піддавати сумніву свідчення «Записки» щодо хронології Січей в період перебування запорожців під кримською протекцією. Незважаючи на це, теза про два періоди існування Кам'янської Січі (1709—1711 та 1728—1734 рр.) до нашого часу повторюється не тільки у численних популярних публікаціях, але й у академічних енциклопедичних виданнях;.

## Перехід запорожців під кримську протекцію
Існування Кам'янскої Січі припало на драматичний період історії Запорожжя. У помсту за виступ на боці гетьмана Івана Мазепи та шведського короля Карла XII, 14 травня 1709 р. за наказом московського царя Петра І була знищена Чортомлицька Січ. Козаки, вцілілі після погрому Січі та наступної поразки під Полтавою, врятувалися на території Кримського ханства. Запорізький дослідник В. І. Мільчев на основі аналізу архівних документів стверджує, що саме тоді й виникло козацьке поселення в Олешках (Кардашині), яке стало наступною Січчю.
У травні 1711 р. об'єднаний загін московського війська та гетьманських полків під командуванням А. Ушакова, який знаходився на лівому боці Дніпра у фортеці Кам'яний Затон, виступив у похід з метою знищити Олешківську Січ. Однак, постійні напади татар і запорожців перешкодили здійсненню цього задуму. Щоб якось реабілітуватися в очах вищого командування, частина московського війська спустилася вниз Дніпром і спалила невелике на той час козацьке поселення у гирлі р. Кам'янки, що й було подано, як зруйнування самої «Нової» Січі. Внаслідок підписаного 12 липня 1711 р. Прутського миру між Османською імперією та Московією Запорожжя опинилося під протекцією Кримського ханства;. У цей період козакам було дозволено користуватися прибутками зокрема з Кам'янського (Каїрського) перевозу. Цей факт опосередковано свідчить про існування поселення у цьому місці ще до переносу Січі на Кам'янку.

## Січ на р. Кам'янка
24-го травня 1728 р. в Олешки зі Старої (Чортомлицької) Січі та Самарі прибула велика група козаків на сорока суднах. Вчинивши погром та забравши клейноди, вони, разом з тутешніми козаками, вирушили на Чортомлик. Січ на Чортомлику простояла 2 роки, поки запорожці безрезультатно чекали дозволу на вступ у російське підданство. Не дочекавшись позитивної відповіді, навесні 1730 р. запорожці перенесли Січ на р. Кам'янку;. У цей період, як і раніше, козаки залучалися до кримських походів на Північний Кавказ, займалися господарською діяльністю на всій території ханства аж до Нижнього Дону й Кубані та іноді селилися навіть у Гірському Криму. За 25 років перебування під протекцією Кримського ханства запорожці звикли вважати ці землі своїми. Тому згодом, після закінчення чергової російсько-турецької війни 1735-39 рр., вони пред'явили права на приєднані до Російської імперії колишні кримські землі міжріччя Берди й Дону. Це стало причиною конфронтації з Військом Донським. Слід зазначити, що на багатьох тогочасних картах, складених російськими інженерами, кордони земель Війська Запорозького сягали дельти Дону. Як приклад, можна навести «Генеральную карту от Киева по реке Днепру до Очакова и по степи до Азова…» Даніїла Де Боскета (1751 р.), або «Карту Малороссийских и Слободских полков, також Новороссийской губернии со смежными их землями» Магнуса фон Ренне (1764 р.).

## Вступ запорожців у російське підданство
У період перебування під протекцією Кримського ханства на Запорожжі змагалися за вплив дві політичні партії – прокримська та промосковська. Першу, яка представляла інтереси широких мас січового товариства, очолював кошовий отаман Кость Гордієнко. Представники цієї партії відчували ненависть до Московського царства через попрання споконвічних свобод і репресії проти козацтва у 1709 р. і пізніше. Крім того, встановлення Петром Першим чітких кордонів з Кримським ханством позбавило запорожців можливості вільного переходу в пониззя Дніпра задля здобичі солі, риболовлі та інших промислів. Промосковську партію очолювали кошові Іван Малашевич, Василь Гуж та Іван Гусак. Соціальну базу її складало населення зимівників та слобід Дніпровського Надпорожжя, по ріках Орелі та Самарі. Основу економіки «зимівчуків» складало відгінне скотарство, землеробство, бджільництво та селітроваріння. Заможні представники промосковської партії гостро відчували необхідність відновлення розірваних торговельних зв'язків з Гетьманщиною. Крім того, протягом всього перебування запорожців під кримською протекцією постійно зростала напруженість і недовіра між козаками й татарами.
Після смерті найавторитетнішого представника прокримської партії Костя Гордієнка у 1733 р. прибічники вступу у російське підданство взяли верх. 28 березня 1734 р. запорожці, не бажаючи виконувати наказів кримського хана щодо повторного перенесення Січі в Олешки, покинули Кам'янку. В той час на самій лише Січі перебувало 7115 козаків. 31 березня 1734 р. на річці Підпільній ними була заснована остання Запорозька Січ.

## Поселення на р. Кам'янка після переносу Січі
Після переносу адміністративного центру Війська Запорозького Низового на р. Підпільну в 1734 р., поселення на р. Кам'янці не припинило свого існування. У документах сер.- II пол. XVIII ст. згадується козацький населений пункт, який не мав чітко усталеної назви: «при річці Кам'янці», «в Кам'янському названому урочищі», «Кам'янка», «Усть-Кам'янка», «Кам'янка, де Січ була». На тогочасних картах цей пункт позначався, як невелике укріплення під назвою Давня або Стара Січ;.
Після знищення Запорозької Січі у 1775 р. тут, імовірно, знаходилася поштова станція. У 1795 р. вперше згадується поміщіцьке село Консулівка (Розаревка), яке отримало назву по імені генерального консула Священної Римської імперії Івана Григоровича Розаревича. На поч. XX ст. воно належало Ф. С. Агаркову, за наказом якого у Консулівці було зведено значний комплекс будівель – палац, лютеранська кірха й кілька великих господарських споруд. До нашого часу збереглися тільки руїни цих споруд. Після того, як у 1920 р. у регіоні було встановлено радянську владу, в колишній економії було організовано артіль «Республіканець», яка дала сучасну назву селу. Вже на поч. 1930-х рр. завдяки Кам'янській Січі село згадувалося у туристичних путівниках. У II пол. XX ст. мешканцями с. Республіканець на території археологічних залишків Кам'янської Січі було незаконно збудовано кілька житлових садиб, а прилегла територія використана для присадибних ділянок.

## Археологічні дослідження Кам'янської Січі
Першим звернув увагу на Кам'янську Січ, як пам'ятку старовини, дійсний член Одеського товариства історії та старожитностей, краєзнавець Микола Павлович Вертильяк. У публікації, що побачила світ 1844 р., він відзначив занедбаність і руйнацію залишків Січі, повідомивши про знищення останніми роками великої кількості надмогильних хрестів козацького кладовища та «валів з обшивкою з тесаного каменя». Письменник-етнограф О. С. Афанасьєв-Чужбинський, який відвідав Кам'янську Січ у 1858 р., також відзначав зневажливе й байдуже ставлення господарів маєтку до визначної пам'ятки.
Перший науковий опис і топографічне обстеження Кам'янської Січі зробив Д. І. Яворницький у 80-ті роки XIX ст. Дослідник визначив розташування на місцевості січового майдану, куренів, скарбниць, їх кількість і розміри тощо. Перші археологічні дослідження на цій пам'ятці проводив В. І. Гошкевич у 1909 та 1913-14 р.р. Розкопки проводилися за сприяння господаря маєтку Ф. С. Огаркова, який подарував всі отримані під час досліджень матеріали херсонському музею.
У 1939 та 1953 рр. розкопки на пам'ятці проводили Ф. Б. Копилов та О. М. Апанович. Внаслідок створення Каховського водосховища та ерозії його берегів до 1970 р. стан території Кам'янської Січі значно погіршився: було зруйновано всю південну та східну її частини. У 1972-73 рр. експедиція Державного історико-культурного заповідника «Хортиця» під керівництвом О. В. Бодянського провела на пам'ятці розвідки. У 1974 р. великі за обсягом розкопки проведені А. Л. Сокульським. Ці роботи продовжені у 1989-91 рр. спільною експедицією Інституту археології АН України та Державним історико-культурним заповідником «Хортиця» під керівництвом А. О. Козловського та В. Є. Ільїнського. Згодом, у 2009 р., проводилися розкопки під керівництвом В. Є. Ільїнського. У 2011 р. Д. Д. Ніконенко проводив розвідувальні роботи з метою локалізації залишків січового кладовища, але ці пошуки не увінчалися успіхом.
За весь час досліджень було накопичено значний обсяг унікальної інформації з матеріальної культури запорозького козацтва початку XVIII ст. Вперше були археологічно вивчені рештки кількох напівземлянкових козацьких куренів. Крім того, розкопані залишки наземного «старшинського» житла, а на господарчому передмісті Січі – шинку, кузні, залізоплавильних печей, ям для випалу вапна та деревного вугілля тощо. Величезна колекція речових артефактів складається з кераміки (різних типів посуд, пічні кахлі та люльки для паління тютюну), виробів зі скла (пляшки, столовий посуд, віконні шибки), заліза (ковальське знаряддя, цвяхи, скоби, рибальські гачки тощо), зброї, прикрас, кримських та московських монет. Доповнює уявлення про господарство мешканців Кам'янської Січі значна кількість остеологічних матеріалів. Знайшли археологічне підтвердження історичні свідоцтва про московський погром у 1711 р.: простежено шар пожежі, сліди руйнування артилерійським обстрілом, знайдено картеч та розбиті людські черепи.

## Філія «Кам'янська Січ» Національного заповідника «Хортиця»

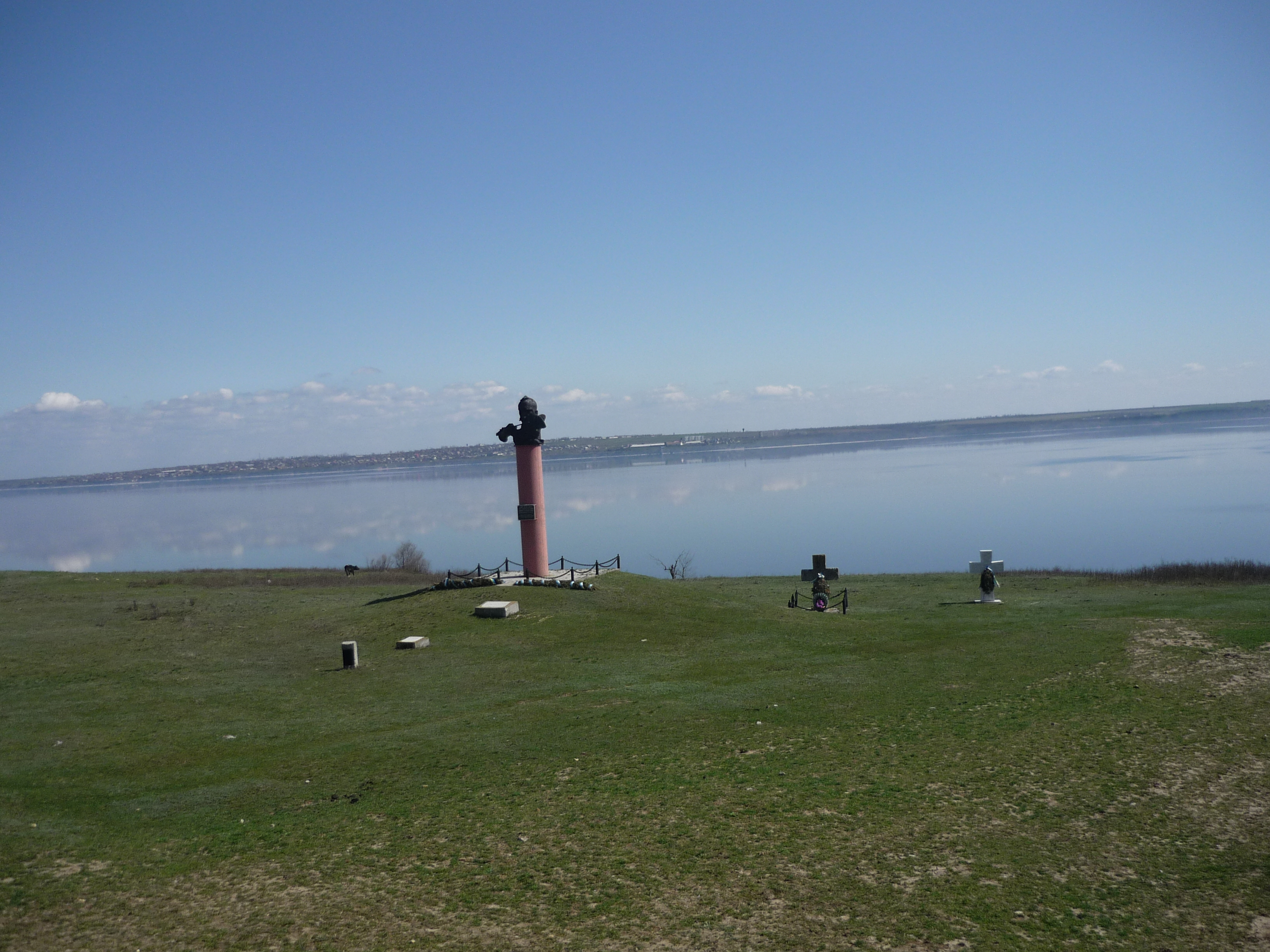
Панорама «Кам'янської Січі» і пам'ятник кошовому Костю Гордієнку.

У вересні 1965 р. уряд Української РСР прийняв постанову «Про увічнення пам'ятних місць, пов'язаних з історією козацтва».
Тільки у січні 1983 р. «Кам'янська Січ та кладовище запорозьких козаків першої половини XVIII ст.» була взята під охорону в статусі пам'ятки місцевого значення. У другій половині 80-х рр. XX ст., з початком «Перебудови», інтерес до історії козацтва значно зріс. Кам'янська Січ стала місцем паломництва українських патріотів. У 1994 р. тут було встановлено пам'ятник Костю Гордієнку. Сучасні українські козаки запровадили традицію: щорік 1 травня проводити тризну на честь похованого тут кошового отамана.
За пропозицією археолога М. П. Оленковського херсонська обласна влада у грудні 2004 р. зініціювала створення історико-культурного заповідника «Кам'янська Січ». Але за відсутності фінансування ідея залишалася на папері. У жовтні 2008 р., під час Всеукраїнської науково-практичної конференції «Історія козацтва в пам'ятках та музейній практиці», було ухвалено резолюцію щодо передачі території Кам'янської Січі Національному заповіднику «Хортиця».
Згідно Постанови Кабінету Міністрів України від 3 вересня 2009 р. № 928 «Про занесення об'єктів культурної спадщини національного значення до Державного реєстру нерухомих пам'яток України» «Кам'янську Січ, кладовище запорозьких козаків і могилу кошового отамана Костя Гордієнка» у с. Республіканець Бериславського р-ну Херсонської області занесено до зазначеного реєстру під № 210008-Н. 30 вересня 2009 р. Кабінет Міністрів України постановив оголосити Кам'янську Січ філією Національного заповідника «Хортиця»;. Влітку 2009 р., у рамках підготовки до святкування 300-річчя Кам'янської Січі було проведено впорядкування території пам'ятки: звільнені від сміття льохи будинку Агаркових, закладено каплицю, посаджені дерева, збудована символічна цегляна брама й земляні вали, земляними валами та ровом відмічені приблизні кордони Січі, встановлений білборд з її уявною графічною реконструкцією і флагшток. 14 жовтня, на Покрову, ювілей було помпезно відзначено.
За час існування філії «Кам'янська Січ» було проведено певну роботу: впроваджено автобусну екскурсію «Часи козацькі – Січі Запорозькі», затверджено наукову концепцію розвитку філії, створено штатну одиницю для роботи з туристами та організації екскурсій. У рамках підготовки до створення археологічного музею просто неба, за результатами археологічних досліджень виконано графічну реконструкцію козацького куреня;;. Однак, з 2010 р. втілення планів по перетворенню Кам'янської Січі на культурно-освітній осередок призупинилося: через зміну внутрішньої політики в країні та прихід нової обласної адміністрації не відбувалося фінансування проекту.

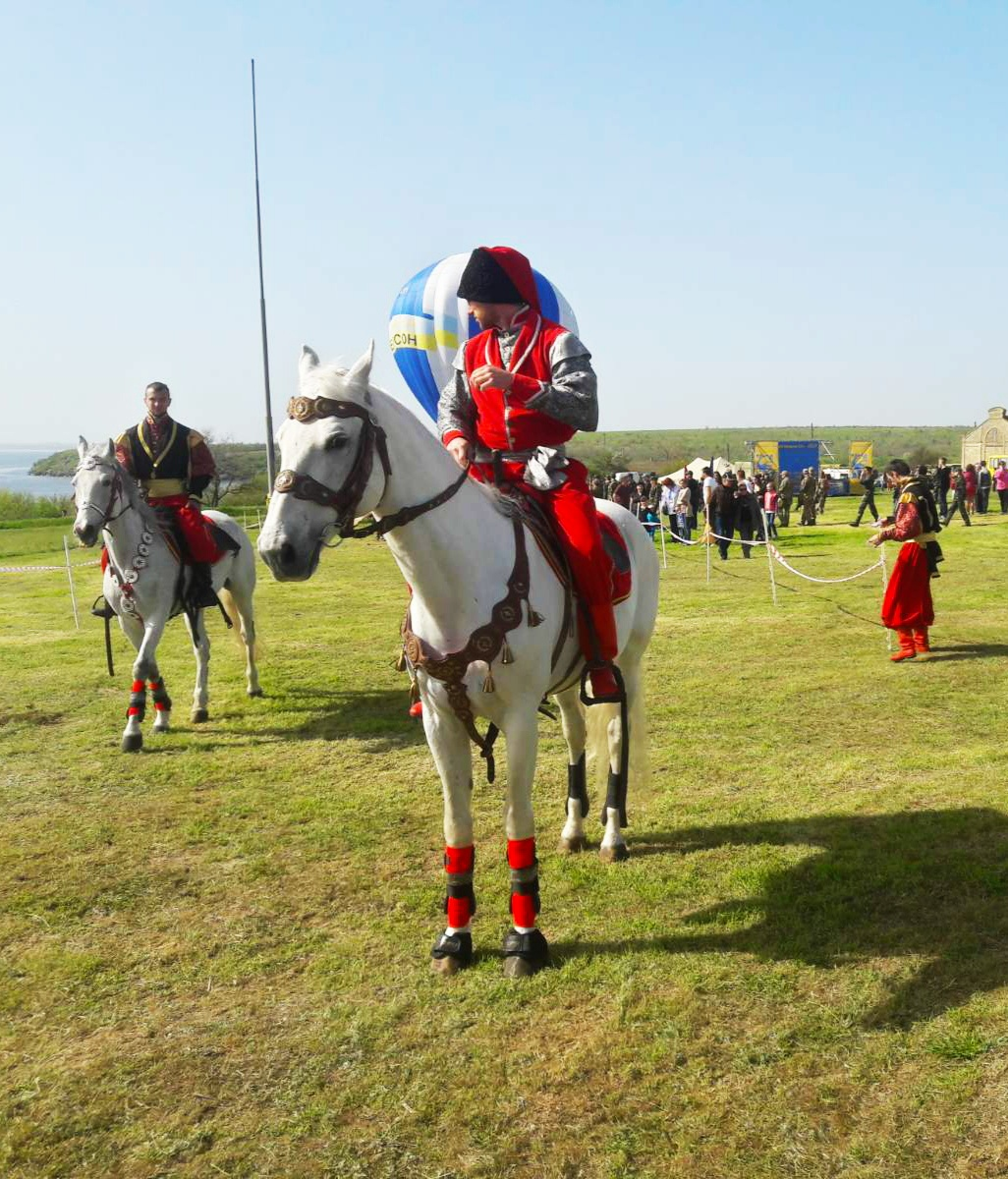
"Козацький Гарт - 2017" історико - культурний фестиваль на території Кам'янської Січі

Згодом на Кам'янській Січі було прокладено туристичний маршрут, а з 2016 року на честь заснування Січі, що припадає на 1 травня, обласна влада влаштовує тут свято відкриття туристичного сезону на Херсонщині. Тут щорічно проводяться масові акції, присвячені пам'ятним датам з історії Запорозького козацтва: дню пам'яті Костя Гордієнка (початок травня), дню пам'яті Запорозької Січі (початок червня), святу Покрови Пресвятої Богородиці (14 жовтня). У заходах беруть участь представники козацьких об'єднань, місцевої влади та громадськість.
Пам'ятку було зруйновано внаслідок падіння трьох російських авіабомб.

## Туристичний потенціал пам'ятки
За два роки с початку популяризації Херсонською ОДА Кам'янської Січі вона набула статусу нового туристичного бренду Херсонщини зразок запорізької Хортиці. Так, у 2018 р. по новій дорозі у бік села Республіканець, розташованого за 95 км від обласного центру вирушили близько 8 тисяч туристів. Для багатьох мандрівників, які в дні відкриття туристичного сезону 30 квітня й 1 травня відвідали Кам'янську Січ, знайомство з нею стало першим.
Окремою локацією заходу стала виставка-презентація туристичного потенціалу Херсонщини. Генічеський, Скадовський, Олешківський, Чаплинський, Бериславський, Голопристанський, Білозерський, Каланчацький райони, міста Нова Каховка, Гола Пристань, Херсон та Присиваська ОТГ демонстрували, чому саме їх варто обрати туристам. Відвідувачі також могли ознайомитися з пропозиціями баз відпочинку й приватних готелів щодо розміщення в курортний сезон. Щож до Кам'янської Січі, її наголосили єдиною з семи січей, яка збереглася до сьогодні після утворення Каховського водосховища.
За словами істориків, вона є унікальною історико-археологічною пам'яткою запорозького козацтва, бо тут збереглися всі три основні складові частини Січі:
- кіш, до складу якого входили курені, скарбниці, січова площа;
- передмістя з виробничими майстернями;
- козацький цвинтар зі збереженими могилою видатного кошового отамана Костя Гордієнка та насипаним на ній курганом.

## Національний природний парк «Кам'янська Січ»
Основна стаття: Національний природний парк «Кам'янська Січ»
Створено указом Президента України Петра Порошенка від 11.04.2019 № 140/2019. Це унікальний для Правобережжя масив цілинних Понтичних типчаково-ковилових степів, з різноманіттям рослин і тварин, занесених до Червоної книги України, який визнаний об’єктом Смарагдової мережі.
На територіях, прилеглих до Кам'янської Січі, з 2009 р. йде проектування національного природного парку «Кам'янська Січ». В руслі сучасних тенденцій розуміння ландшафту як цілісної природно-культурної системи, тут впроваджуватиметься комплексне збереження природних та історичних пам'яток. Парк матиме однаково велике природоохоронне і історико-культурне значення.
Парк включає землі Качкарівської, Милівської, Новокаїрської, Новорайської та Червономаяцької сільрад Бериславського р-ну. Планований об'єкт знаходиться на території річки Балка Кам'янка та Миловської балки і має 6 особливо цінних ділянок, на яких повинен бути встановлений заповідний режим: Середньокам'янська (284,9 га), Слонівська (394,4 га), Глибочанська (474,2 га), Колодязьна (753,4 га), Тернуватська (454,2 га) і Маргурівська (344 га). Відповідно до Указу, протягом 2019-2021 років в постійне користування Національному природному парку «Кам’янська Січ» має бути надано 6013,241 гектара земель, у тому числі з вилученням у землекористувачів.
Флора цього унікального об'єкта природно-заповідного фонду налічує 582 види судинних рослин. Серед них – 52 раритетні види. На цій території, крім того, зберігаються залишки близько 150 курганів і древніх поселень, панський маєток і старовинний монастир;.